# Selenophorus breviusculus
Selenophorus breviusculus är en skalbaggsart som beskrevs av Horn. Selenophorus breviusculus ingår i släktet Selenophorus och familjen jordlöpare. Inga underarter finns listade i Catalogue of Life.